# 크리미널 섹터 211
《크리미널 섹터 211》(211)은 미국에서 제작된 요크 섀클턴 감독의 2018년 범죄 액션 영화이다. 니컬러스 케이지 등이 주연으로 출연하였다. 영화 배경은 매사추세츠주로 설정돼있으나 캘리포니아주 형법에서 강도를 가리키는 211을 제목으로 삼았다.
2018년 6월 8일 모멘텀 픽처스에 의해 개봉되었다.

## 줄거리
아프가니스탄에서 네 용병들이 자신들에게 갚을 돈이 있는 무기상을 고문한다. 무기상은 돈을 이미 매사추세츠주 체스터퍼드시 은행에 송금했다고 말하고 사망한다.
체스터퍼드에 사는 고등학생 케니는 자신을 괴롭히는 동급생 무리에게 맞서다가 억울하게 가해자로 몰려 정학을 당한다. 케니는 일종의 교정 지도 프로그램으로 경찰자 동승을 하게 되고, 마이크와 사위 스티브의 차에 올라탄다.
같은 시각, 용병들은 이곳 은행에 송금된 돈 130만 달러를 털기 전 분산 작전을 펴기 위해 한 식당에 급조폭발물을 터트린 뒤 은행 내 사람들을 인질로 잡는다. 아직 케니가 순찰차 안에 있는 상황에서 마이크, 스티브는 은행 밖을 엄호하는 용병들과 총격전을 벌이는데...

## 출연
- 니컬러스 케이지 - 마이크 챈들러 역
- 드웨인 캐머런 - 스티브 매커보이 순경 역
- 마이클 레이니 주니어 - 케니 랠스턴 역
- 소피 스켈턴 - 리사 매커보이, 마이크의 딸 역
- 웨스턴 케이지 - 루크, 용병 역
- 코리 하드릭트 - 핸슨 순경 역
- 바샤 라할 - 라히미 경령 역